# Sysmä
Sysmä este o comună din Finlanda.